# Municipio de Fairhaven (Míchigan)
El municipio de Fairhaven (en inglés: Fairhaven Township) es un municipio ubicado en el condado de Huron en el estado estadounidense de Míchigan. En el año 2010 tenía una población de 1107 habitantes y una densidad poblacional de 3,04 personas por km².

## Geografía
El municipio de Fairhaven se encuentra ubicado en las coordenadas 43°47′53″N 83°28′29″O / 43.79806, -83.47472. Según la Oficina del Censo de los Estados Unidos, el municipio tiene una superficie total de 364.5 km², de la cual 55,68 km² corresponden a tierra firme y (84,72 %) 308,82 km² es agua.

## Demografía
Según el censo de 2010, había 1107 personas residiendo en el municipio de Fairhaven. La densidad de población era de 3,04 hab./km². De los 1107 habitantes, el municipio de Fairhaven estaba compuesto por el 98,19 % blancos, el 0,36 % eran afroamericanos, el 0,81 % eran amerindios, el 0,18 % eran asiáticos, el 0,18 % eran de otras razas y el 0,27 % eran de una mezcla de razas. Del total de la población el 1,99 % eran hispanos o latinos de cualquier raza.